# Kokborok
Het Kokborok (ook Kok Borok, Kokborok of Tripuri) is een taal die voornamelijk wordt gesproken in Tripura een deelstaat in India, maar ook in de andere deelstaten Assam en Mizoram en in delen van het buurland Bangladesh. Kokborok wordt gesproken door de inwoners van Tripura die zichzelf Borok noemen. Kokborok betekent daarom ook taal van de Boroks of taal van de Borokken.

## Klinkers
|                   | Vooraan      | Vooraan      | Achteraan |
| ----------------- | ------------ | ------------ | --------- |
| Niet rondgedraaid | Rondgedraaid | Rondgedraaid |           |
| Gesloten          | i            | y            | u         |
| Gesloten-mid      | e            |              |           |
| Open-mid          |              |              | ɔ         |
| Open              | a            |              |           |

Schrijvers in Tripura hebben afgesproken dat de letter w het symbool voor de klinker is in de taal Kokborok.

## Toon
In het Kokborok zijn er twee tonen, een hoge en een lage toon. Men geeft een hoge toon aan door middel van een letter h achter de klinker te zetten.

### Voorbeeld
| Laag    | Hoog     |
| ------- | -------- |
| lai     | laih     |
| bor     | bohr     |
| nukhung | nukhuhng |

## Nummers
| Getal     | Benaming |
| --------- | -------- |
| 1         | sa       |
| 2         | nwi      |
| 3         | tham     |
| 4         | brwi     |
| 5         | ba       |
| 6         | dok      |
| 7         | sni      |
| 8         | char     |
| 9         | chuku    |
| 10        | chi      |
| 100       | ra       |
| 101       | sara sa  |
| 1.000     | sai      |
| 1.001     | sa sai   |
| 10.000    | chisai   |
| 100.000   | rasai    |
| 1.000.000 | chirasai |